# Searles (Minnesota)
Searles es un lugar designado por el censo ubicado en el condado de Brown en el estado estadounidense de Minnesota. En el Censo de 2010 tenía una población de 171 habitantes y una densidad poblacional de 150,74 personas por km².

## Geografía
Searles se encuentra ubicado en las coordenadas 44°13′51″N 94°26′10″O / 44.23083, -94.43611. Según la Oficina del Censo de los Estados Unidos, Searles tiene una superficie total de 1.13 km², de la cual 1.13 km² corresponden a tierra firme y (0%) 0 km² es agua.

## Demografía
Según el censo de 2010, había 171 personas residiendo en Searles. La densidad de población era de 150,74 hab./km². De los 171 habitantes, Searles estaba compuesto por el 100% blancos, el 0% eran afroamericanos, el 0% eran amerindios, el 0% eran asiáticos, el 0% eran isleños del Pacífico, el 0% eran de otras razas y el 0% pertenecían a dos o más razas. Del total de la población el 0% eran hispanos o latinos de cualquier raza.